# Bupa
Bupa / buːpə / (anciennement : British United Provident Association) est un groupe privé international d'assurance maladie et de soins de santé et maisons de retraite, basé à Londres et comptant plus de 33 millions de clients dans le monde.

## Histoire
Les origines et le siège mondial de Bupa sont au Royaume-Uni. L'entreprise s'est d'abord nommée British United Provident Association en regroupant après la Seconde Guerre mondiale, en 1947 dix-sept associations de prévoyance britanniques, afin de fournir des soins de santé au grand public. 
Les services offerts par Bupa ont commencé comme une assurance médicale privée, offrant des polices aux particuliers, aux entreprises et à d'autres organisations, et ont finalement été élargis pour inclure des hôpitaux privés, des cliniques, des centres dentaires, des soins aux personnes âgées et d'autres services de santé.
En 2019, les pays où Bupa est principalement sont l'Australie, l'Espagne, le Royaume-Uni, le Chili, la Pologne, la Nouvelle-Zélande, la RAS de Hong Kong, la Turquie, le Brésil, l'Irlande et les États-Unis. L'entreprise se développe aussi en Amérique latine, au Moyen-Orient et en Asie, y compris via des coentreprises en Arabie saoudite et en Inde.

## Statut juridique
Bupa est une société privée à responsabilité limitée par garantie. 
Il n'a pas d'actionnaires et ses bénéfices (après impôts) sont réinvestis dans l'entreprise.

## Activités
L'assurance maladie représente 74% des revenus de Bupa dans le monde, et 18 millions de ses clients.
Les autres activités comprennent les services de santé (18% de son chiffre d'affaires), y compris certains hôpitaux (principalement en Espagne, en Pologne et au Chili), les cliniques externes et les centres dentaires.
Bupa gère également des établissements de soins pour personnes âgées dans quatre pays : le Royaume-Uni, l'Australie, l'Espagne et la Nouvelle-Zélande, qui représentent 8% de ses revenus.

## Gouvernance
Bupa a été classée 5e meilleure entreprise au Royaume-Uni par LinkedIn en 2019. Elle a été classée 83e sur 750 entreprises mondiales dans la liste Forbes des meilleurs employeurs du monde en 2020, mais on lui reproche au Royaume-Uni et en Australie de mauvais traitements sur les personnes âgées.

## controverses

### Au Royaume-Uni
Bupa UK a été critiqué par certains juges, coroners et régulateurs concernant le non-respect des normes réglementaires dans certaines de ses maisons de retraite,,,,,,,,,.
Le personnel et les familles des résidents de certaines maisons de retraite se sont plaints de priorités données au profit au détriment des soins,. 
En 1999, sept travailleurs sociaux lanceurs d'alerte ont signalé des abus sur des résidents (ils ont été qualifiés du groupe des sept de Bupa (Bupa Seven) dans les médias,,,.
En 2017, une violation de données personnelles a concerné des environ 500 000 clients de l'assurance maladie dans la division globale de Bupa.
En 2018, Bupa UK a été condamné à une amende de 3 millions de livres après le décès d'un résident par légionellose, amende ensuite réduite à 1,5 million de livres sterling.

### Australie
Bupa a fait l'objet de mesures réglementaires, et de critiques dans les médias, notamment en 2018 et 2019. 

En mai 2020 tous les EHPAD de Bupa fonctionnaient sans  sanctions réglementaires.
Les problèmes et allégations précédents incluent:
- le rejet de demandes d'assurance sans examen médical, tout en informant les patients que les refus avaient été «déterminés par un médecin»[27].
- Négligences sur des patients âgés[28].
- Plaintes du ministre des soins aux personnes âgées, Richard Colbeck, selon lesquelles Bupa avait constamment omis de respecter les normes réglementaires. Le PDG d'ANZ de Bupa a présenté des excuses sur ABC pour des échecs "totalement inacceptables"[29].
- Facturation pour les résidents âgés de 20 des foyers Bupa pour des services "supplémentaires" qui n'ont finalement pas été fournis à 4 306 résidents[30]. Bupa s'est excusé et expliqué aux familles les solutions mises en place[31]
- En mai 2020, la Cour fédérale australienne a approuvé un règlement de 6 millions de dollars australiens entre Bupa et l'Australian Competition and Consumer Commission (ACCC)[32].
- Non-paiement de 270 factures d'une valeur estimée à 73 000 dollars aux psychologues traitants du personnel militaire[33].

### Lobbyisme
Avant l'an 2000, Bupa ou a été l'un des financeurs du réseau de Think tank libertariens européen Stockholm Network, qui promeut un marché de la santé ouvert (au sens du libre marché) et privatisé